# Argonaute (S636)
Pour les autres navires du même nom, voir Argonaute (navire).
L’Argonaute (S636) est un sous-marin de classe Aréthuse de la Marine française, mis en service le 23 octobre 1958 et désarmé le 31 juillet 1982.

## Historique
Construit par les chantiers navals de Cherbourg en 1958, l'Argonaute, sous-marin  de la Marine nationale française, a été rattaché au port de Mers el-Kébir, en Algérie, avant d'être transféré au port militaire de Toulon.
Retiré du service en 1982, l'Argonaute a passé 2 147 jours en mer et plus de 32 000 heures sous l'eau.

## Reconversion
Après de longues discussions commençant en 1982, l'Argonaute a été transféré en 1989 de la base militaire de Toulon vers Paris, via Gibraltar,  Le Havre, puis à travers les sept écluses du canal Saint-Denis. Une fois aux quais du canal de l'Ourcq, il a été levé hors de l'eau par des grues et transporté par remorque sur son site actuel.
L'Argonaute a ouvert au public en 1991. Il est depuis exposé devant de la Cité des sciences et de l'industrie, au 30 avenue Corentin-Cariou, dans le 19e arrondissement de Paris. L'intérieur est ouvert pour accueillir des visites.

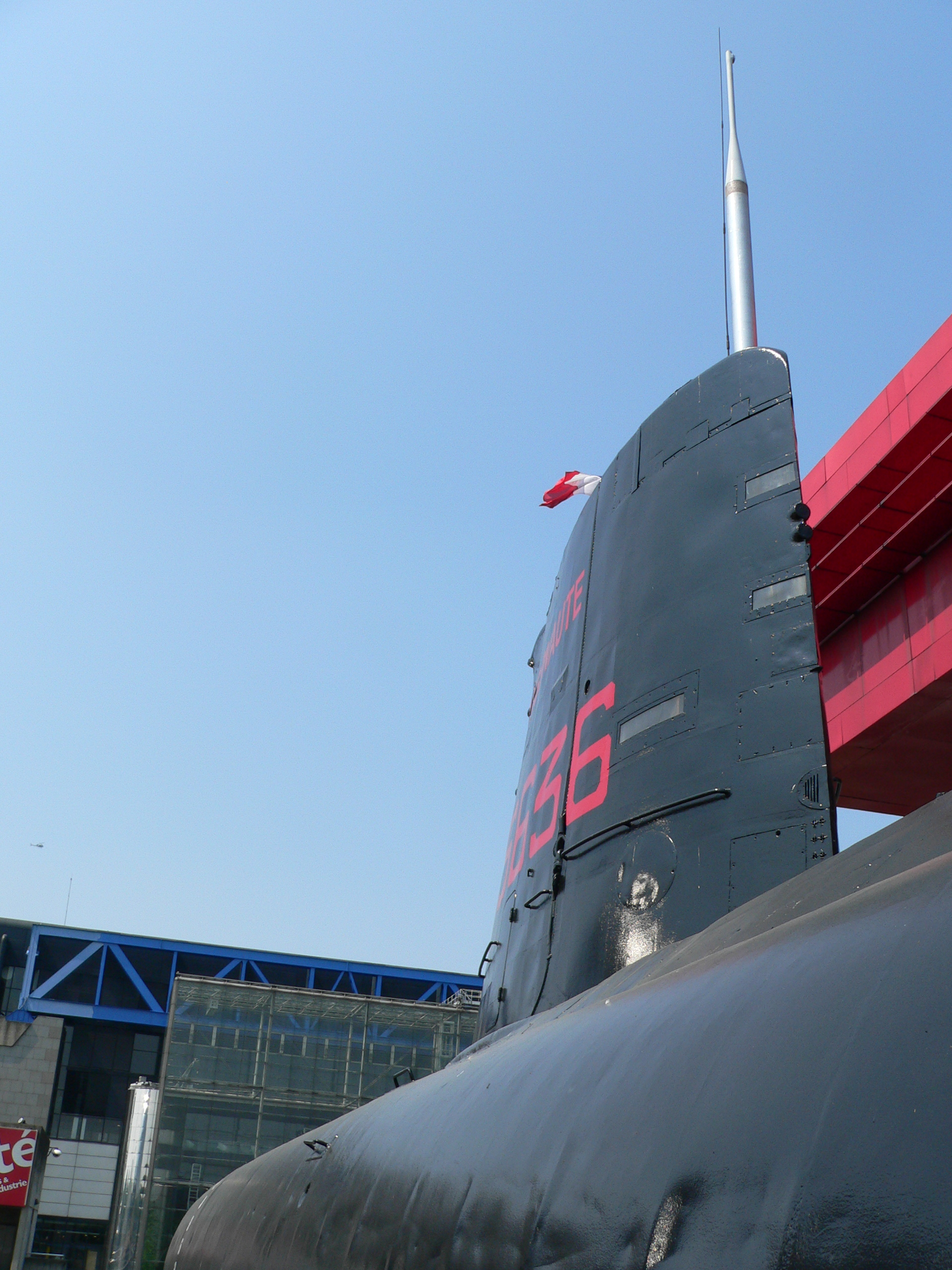
Kiosque de l'Argonaute.
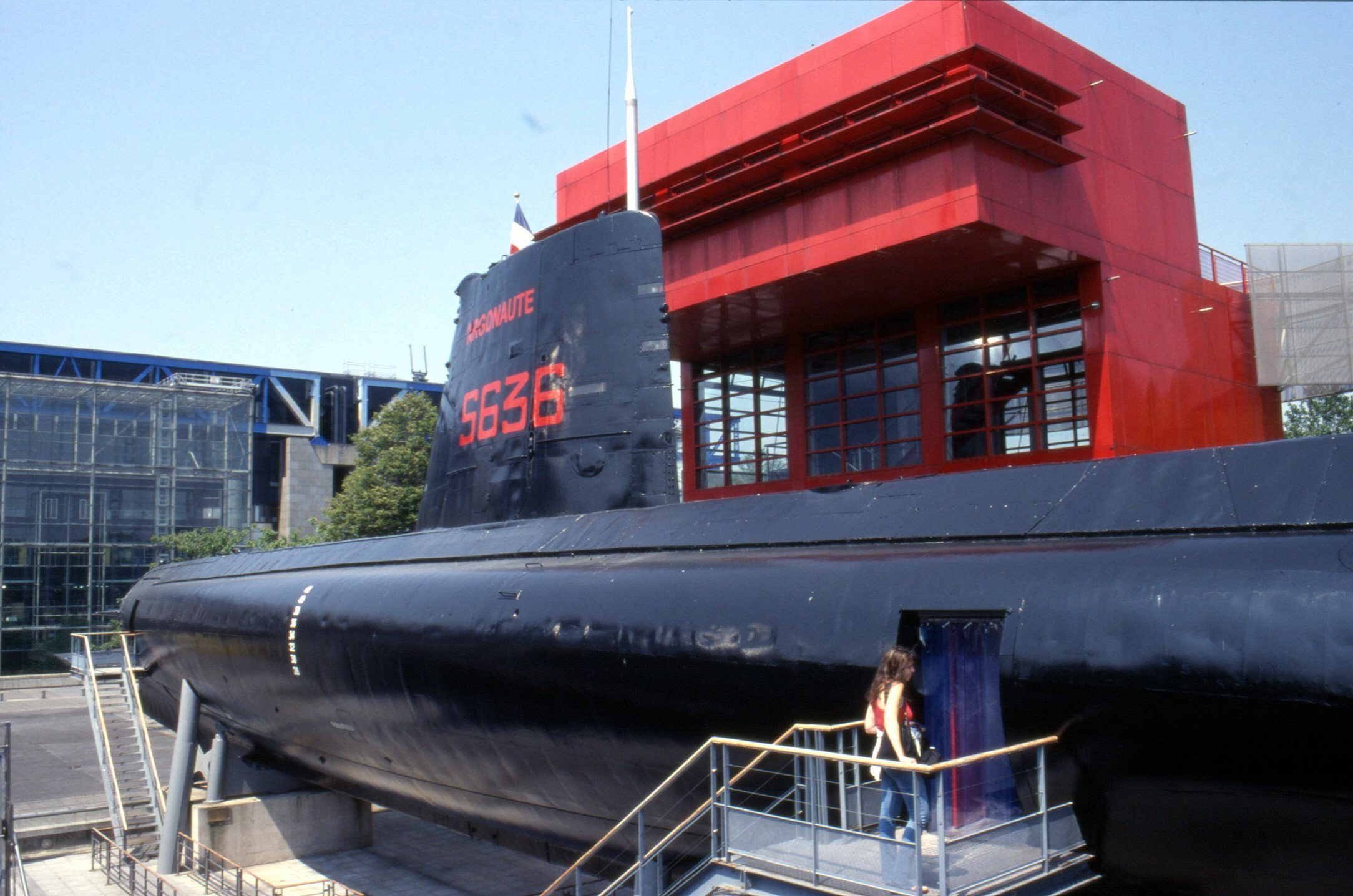
L’Argonaute.